# Inermocoelotes
Inermocoelotes là một chi nhện trong họ Agelenidae.